# Esparabara

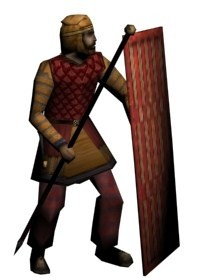
Reconstrução digital de um esparabara

Esparabara (em persa antigo: Sparabara), no Império Aquemênida, era o principal componente do exército. Utilizavam equipamento que, comparativamente, era mais leve do que aquele de um hoplita dos gregos e muitos sequer utilizavam o espata (escudo) que lhes deu nome. Eram sobretudo arqueiros e lanceiros e tinham como segunda arma a acínace. O uso de lanças no lugar dos escudos era proporcionalmente superior, sobretudo quando se esperava que haveria embate com cavalaria.